# Hapu
Un hapu (en maori de Nouvelle-Zélande : hapū) est une subdivision des iwis (tribus), chez les Maoris de Nouvelle-Zélande. On y fait partie selon sa généalogie. Chaque hapu est composé de plusieurs whanau (« familles élargies »).
Hapu signifie littéralement « enceinte », métaphore des liens généalogiques unissant les membres d'un hapu.